# Vinca
Vinca (del latín vincire "sujetar, trabar") es un género de cinco especies de la familia de las Apocynaceae, nativa de Europa, noroeste de África,  sudoeste de Asia.

## Nombre común
- Hierba doncella, dominicana, dominica, guajaca, vincapervinca, violeta de asno, caraqueña, también llamadas "chinas" en Costa Rica.

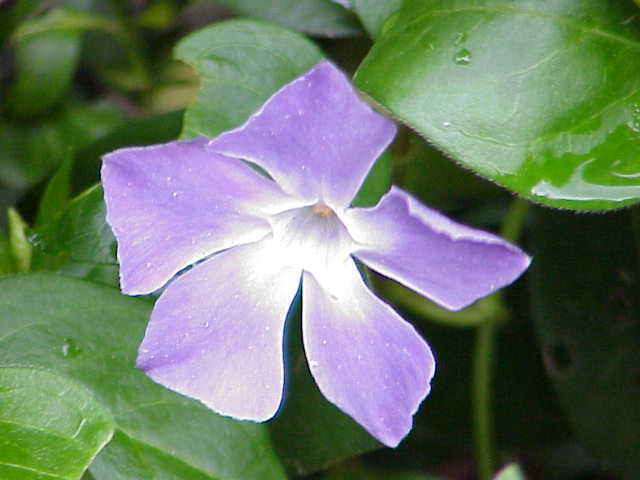
Flores de la gran pervinca Vinca major.

## Descripción
Son subarbustos o herbáceas, con delgadas ramas de 1-2 m de long., y  no crece más de 2-7 dm debajo de la tierra; las ramas frecuentemente toman raíces cuando tocan el suelo, permitiendo a la planta propagarse ampliamente. Hojas  opuestas, simples, anchas, lanceoladas a ovales, de 1-9 cm de long. y 0,5-6 cm de ancho; siempreverdes en cuatrocaduca en la herbácea V. herbacea, que muere la parte aérea en invierno.
Las flores, producidas a través de gran parte del año, son parecidas a Phlox, simples, de 2,5-7 cm de ancho, con cinco usualmente violáceos (ocasionalmente blancos) pétalos unidos a la base formando un tubo. El fruto es un grupo de folículos divergentes; el fruto seco hace dehiscencia a lo largo de un sitio de ruptura para liberar las semillas.

## Cultivo y usos

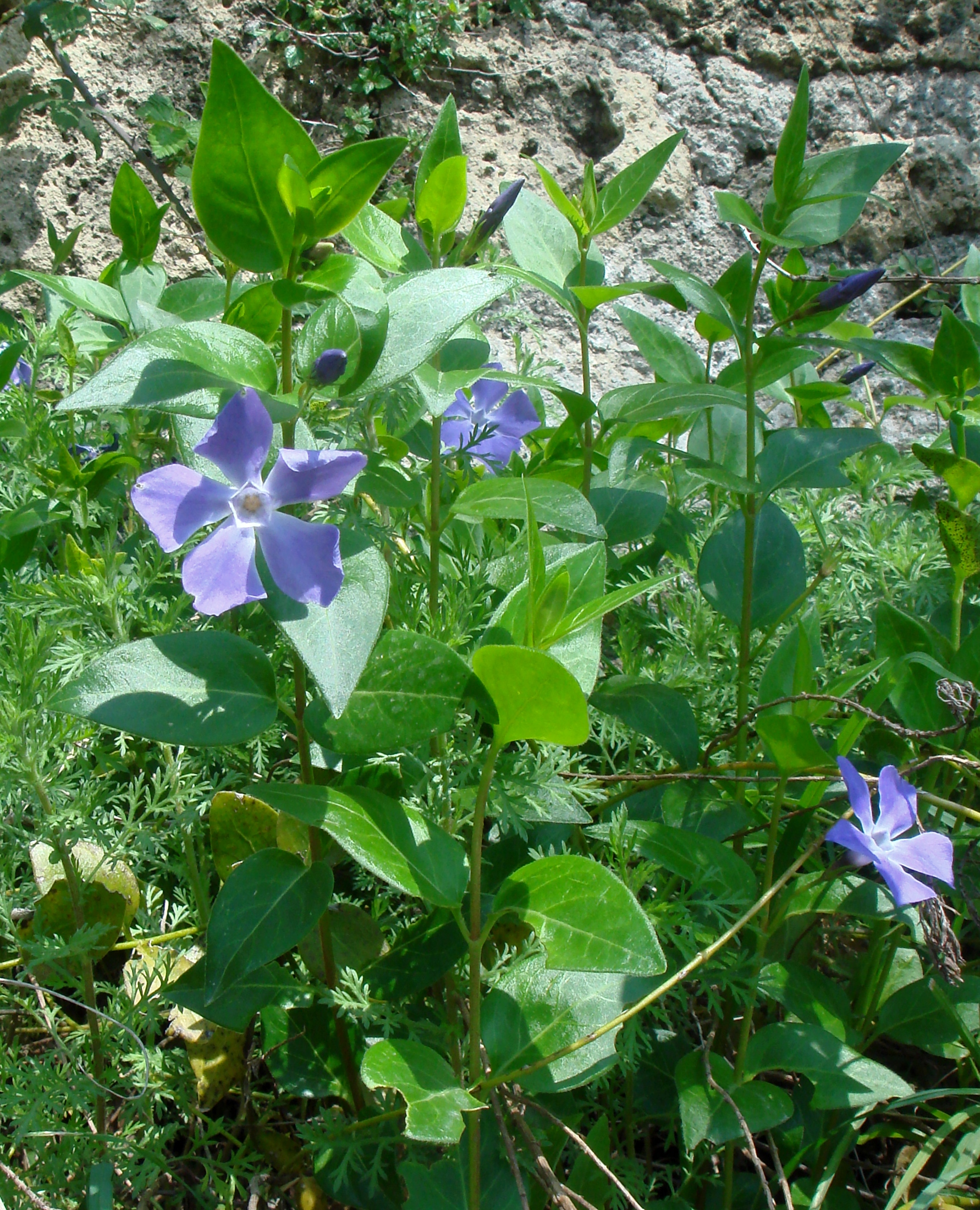
Flores y pimpollos de Vinca major creciendo al borde de un camino (ruderal habirus), cercano al Palazzo Farnese, Caprarola

Dos especies, la pequeña pervinca V. minor y la grande V. major, son muy populares planta ornamentales en jardinería, crece en  densas coberturas siempreverdes y con delicadas flores violáceas. V. major tiene hojas más anchas con orillas vellosas y flores más grandes y el doble de cromosomas que V. minor. Una selección variegada de V. major es comúnmente cultivada. Ambas especies son malezas en partes de Estados Unidos y de Australia. No responden a los herbicidas comunes y requieren combinaciones hormonales para asperjarlas y controlarlas.

### Uso medicinal y pseudomedicinal
Los sintéticos farmacéuticos para quimioterapia vincristina y vinblastina se derivaron de este género botánico.
También se usa en homeopatía, que es una falsa ciencia, para curar supuestamente el catarro y la dispepsia, pero, por la naturaleza y efectos de sus alcaloides (vincamina, isovincamina, vincamidina), es raro su uso. También contiene tanino.

## Especies aceptadas
A continuación se brinda un listado de las especies del género Vinca aceptadas hasta octubre de 2013, ordenadas alfabéticamente. Para cada una se indica el nombre binomial seguido del autor, abreviado según las convenciones y usos.
- Vinca difformis Pourr.
- Vinca erecta Regel & Schmalh.
- Vinca herbacea Waldst. & Kit.
- Vinca major L.
- Vinca minor L.

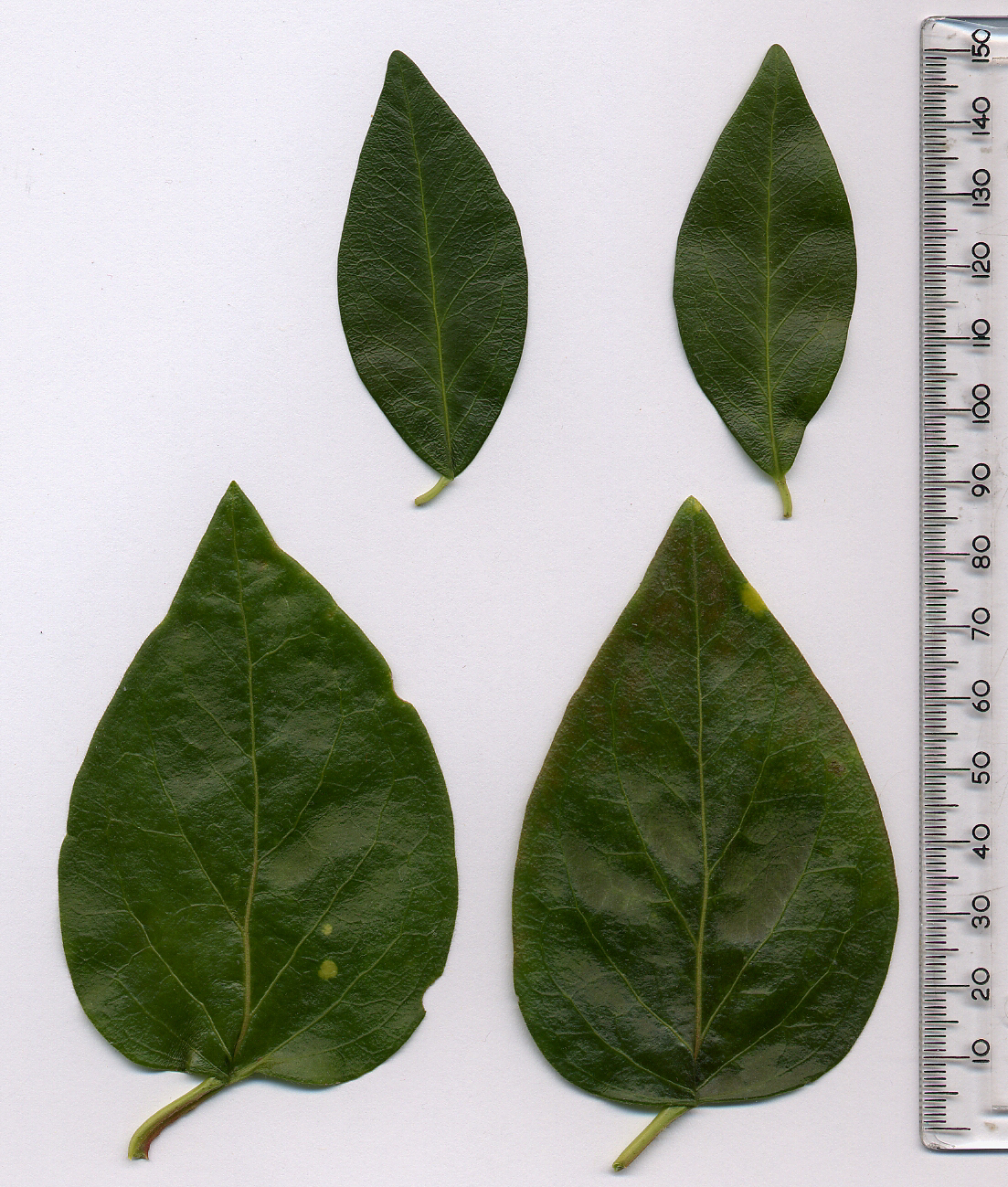
Vinca minor (arriba), Vinca major (abajo); hojas para comparar
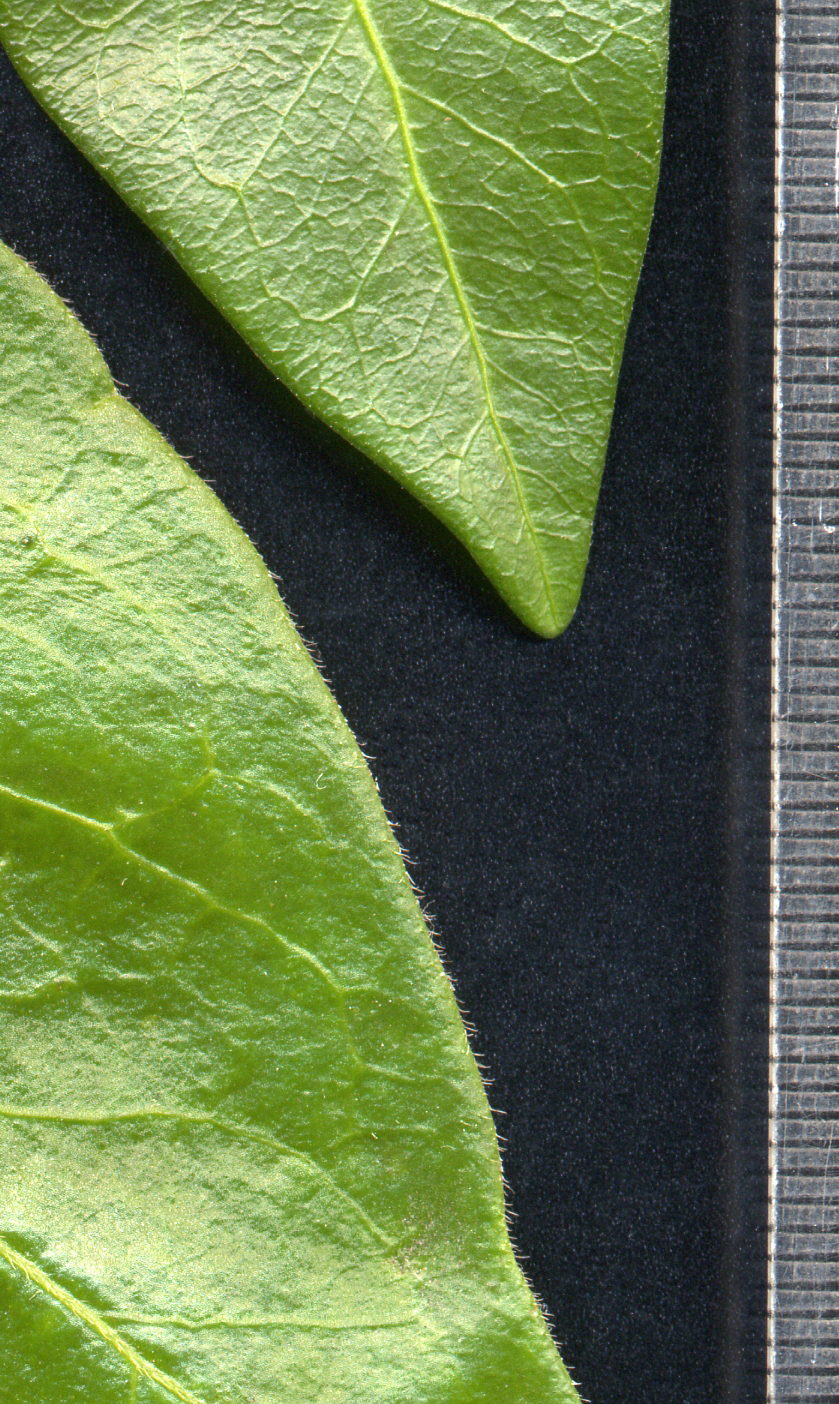
Vinca minor (arriba), Vinca major (abajo); márgenes foliares para comparar; note los márgenes glabros de V. minor, y los bien pilosos de V. major